# Pénélope de Gray
Pipile grayi
Espèce
Statut de conservation UICN

 NT A2cd+3cd+4cd : Quasi menacé
La Pénélope de Gray (Pipile grayi) est une espèce d'oiseaux de la famille des Cracidae.

## Répartition
Cet oiseau dans la zone situé entre le Pérou, la Bolivie, le Brésil et le Paraguay.

## Dénomination
Ce taxon porte en français le nom vernaculaire ou normalisé suivant : Pénélope de Gray.

## Systématique
Le nom valide complet (avec auteur) de ce taxon est Pipile grayi (Pelzeln, 1870).
L'espèce a été initialement classée dans le genre Penelope sous le protonyme Penelope grayi Pelzeln, 1870,.

### Étymologie
Son épithète spécifique, grayi, ainsi que son nom vernaculaire, « de gray », lui ont été donnés en l'honneur d'George Robert Gray (1806-1872).

### Publication originale
- (de) Pelzeln, « Ordo V. Gallinae. », Zur Ornithologie Brasiliens : Resultate von Johann Natterers Reisen in den Jahren 1817 bis 1835, Autriche,‎ 1870, p. 284 (lire en ligne, consulté le 19 août 2025).